# Servizi segreti greci
I servizi segreti greci si identificano oggi con il Servizio nazionale per l'informazione (EYP) (in greco Ethniki Ypiresia Pliroforion, Εθνική Υπηρεσία Πληροφοριών, Ε.Υ.Π) che ha sede ad Atene 10177, via Panaghioti Kanellopoulou 4.
L'ΕΥP è attualmente la principale e la più nota branca dei servizi segreti della Grecia, l'agenzia ufficiale che concentra ed elabora le informazioni per poi distribuirle agli aventi diritto. Essa è stata istituita con la legge 1645 del 1986 e risponde al ministro per l'ordine pubblico. Naturalmente l'EYP non è il solo ente che raccoglie e gestisce informazioni riservate ed anche il Ministero degli Affari Esteri greco  Archiviato l'11 aprile 2007 in Internet Archive. appare dotato di analoga, potente struttura, almeno a giudicare dagli eventi del febbraio 1999, correlati alla cattura di Abdullah Öcalan che sconvolsero la vita politica del paese.

## Storia dei servizi segreti greci
Il 9 maggio 1953 fu istituito il Servizio centrale per l'informazione (in greco Kentrikì Ypiresia Pliroforiòn, KYP).
La nascita dell'agenzia avvenne con il sostegno e il contributo finanziario della CIA e dei suoi agenti di stanza ad Atene negli anni del secondo dopoguerra. Tom Karamesinis, uno statunitense oriundo greco ne fu il primo direttore (1950-1954).
Negli anni seguenti gli Stati Uniti annullarono ogni tentativo greco di costituire un ente di servizi segreti che potesse funzionare in accordo con gli interessi nazionali e il KYP non fu che un'agenzia d'oltremare della CIA, a questa completamente asservito.
Nel primo decennio di vita le attività del KYP furono, almeno apparentemente, di modesta entità e i suoi sforzi furono tesi ad impedire qualsiasi relazione della Grecia con i confinanti stati balcanici al tempo sotto regimi comunisti.
Si crede che il KYP sia stato il promotore del complotto che portò all'assassinio del deputato di sinistra Grigoris Lambrakis avvenuto a Salonicco nel 1963 ma non esistono documenti comprobanti.
Nell'aprile del 1967 la Grecia cadde sotto la dittatura militare. Molti degli ufficiali promotori del colpo di Stato tra cui Giorgio Papadopoulos e Nikolaos Markezinis potevano vantare una lunga militanza nel KYP. È opinione diffusa che il regime militare in Grecia sia stata voluto dagli americani per consentire i rifornimenti USA ad Israele in vista della Guerra dei sei giorni, scoppiata nel giugno successivo ma anche in questo caso non sono stati estratti dagli archivi documenti a sostegno dell'ipotesi.
Negli anni del regime militare (1967-1974) il KYP controllò e schedò l'attività di quei greci che, dissentendo dal regime, avevano preferito riparare all'estero. Intensa fu, in questo senso, l'attività del KYP in Italia e molti dei suoi agenti che operavano su suolo italiano strinsero rapporti molto stretti con il principe Junio Valerio Borghese, promotore del cosiddetto Golpe Borghese destinato a fallire sul nascere.
Con il ripristino della democrazia nel paese (1974), il potere dell'agenzia fu decurtato e ancora di più lo fu quando i socialisti guidati da Andreas Papandreou vinsero le elezioni. Nel 1986 i socialisti vararono la legge 1645/86 che elaborava un nuovo statuto dei servizi segreti e provvedeva altresì a rinominare l'agenzia in EYP.
A capo dei servizi fu posto il deputato socialista Kostas Tsimas che aveva contribuito alla redazione del testo di legge che riformava i servizi.
Da quel momento in poi la nuova agenzia si è concentrata soprattutto sugli alleati della NATO turchi, secondo le nuove priorità greche in tema di sicurezza nazionale.

## Storia recente

### Il caso Steven John Lalas
Il 3 maggio 1993 le autorità americane arrestarono Steven John Lalas, un impiegato del dipartimento di stato che per 16 anni aveva sistematicamente trafugato informazioni militari e conversazioni top secret anche tra il presidente degli Stati Uniti e l'ambasciatore americano ad Atene per consegnarle regolarmente ad un agente dell'EYP, Anacsagoras Spitàs (in greco: Αναξαγόρας Σπιτάς).

### Assistenza ai serbo-bosniaci
Secondo il professore C. Wiebes dell'Università di Amsterdam, i servizi segreti greci hanno sistematicamente sabotato le operazioni NATO in Bosnia nel triennio 1992-1995, in un tentativo di aiutare i nazionalisti serbo-bosniaci che la Grecia aveva generalmente sostenuto durante la guerra civile jugoslava. Nel suo rapporto al governo dei Paesi Bassi dal titolo Intelligence en de oorlog in Bosnie 1992-1995, il professore denuncia che l'EYP trafugò piani di intervento militare NATO (ai quali la Grecia, in qualità di membro dell'alleanza, ha diritto di accesso) per poi passarli ai serbo-bosniaci e soprattutto al loro capo, il generale Ratko Mladić. I fatti avvennero nell'estate del 1995. In considerazione delle affermazioni contenute nel rapporto Wiebes, la NATO precluse l'accesso delle autorità greche alle sue informazioni riservate.

### Cattura di Abdullah Öcalan
Il 15 febbraio 1999 Abdullah Öcalan fu catturato dai Servizi segreti turchi (MIT) mentre usciva dalla sede dell'ambasciata greca a Nairobi dove l'avevano condotto agenti dell'EYP nell'estremo tentativo di sottrarlo al piano di cattura elaborato dai loro rivali turchi.

### Scandalo delle intercettazioni telefoniche nel biennio 2004-2005
L'agenzia si trovò ancora una volta nell'occhio del ciclone in seguito allo Scandalo delle intercettazioni telefoniche 2004-2005. Lo scandalo scoppiò per il suicidio di un ingegnere software della Vodafone, Costas Tsalikidis, sospettato di aver fornito assistenza a servizi segreti stranieri per l'installazione di un programma di monitoraggio nei computer della sede centrale della compagnia di telefonia mobile. Il programma permetteva di intercettare le chiamate personali del Primo Ministro greco e di numerosi personaggi politici e ufficiali militari, compreso il capo dell'EYP, durante i Giochi olimpici tenutisi in Grecia nel 2004.
Altri numeri spiati erano quello del presidente dell'organizzazione Stop the War, quelli di numerosi giornalisti, così come quelli appartenenti a Musulmani ed Arabi residenti in Grecia.
Una successiva inchiesta governativa scoprì che le antenne che ricevevano le intercettazioni erano installate in appartamenti nei pressi dell'Ambasciata degli Stati Uniti.
L'EYP fu costretto ad assumersi le sue responsabilità per il suo insuccesso nel proteggere la privacy dei governanti del paese.

### Arresto di Islamici
Più o meno nello stesso periodo l'EYP ha ricevuto altra pubblicità negativa quando membri della comunità pachistana in Grecia si sono fatti avanti e hanno accusato agenti dei servizi greci di essere stati arrestati ed interrogati in segreto in merito a potenziali legami con il fondamentalismo islamico all'estero.
Gli arresti, che sarebbero avvenuti prima dei Giochi olimpici tenutisi in Grecia nel 2004 e probabilmente erano legati a problemi di sicurezza dell'evento, hanno avuto una vasta eco in Grecia, specialmente grazie al fatto che alcuni degli arrestati hanno sostenuto di essere stati torturati e minacciati con armi cariche durante gli interrogatori.
Nel settembre 2006 i pachistani avrebbero identificato i luoghi in cui sarebbero avvenuti gli interrogatori a Halkoutsi (Attica orientale), Aspropyrgos (a ovest di Atene), sul Monte Parnete (a nord di Atene) e ad Aghia Paraskevi (zona a nord-est del centro di Atene). Almeno una di queste località si ritiene faccia parte di una base militare greca. Nonostante le forti accuse l'EYP ha negato ogni responsabilità negli arresti e ha rifiutato di fare ulteriori commenti sulla vicenda.

### Ruolo nel programma di deportazione clandestine della CIA
Secondo informazioni pubblicate dal giornale greco To Pontiki, l'EYP ha fornito assistenza alla CIA per il suo programma di deportazioni clandestine dal 2002 in poi. Secondo quanto riportato sarebbero almeno tredici i voli della CIA che portavano prigionieri deportati clandestinamente cui è stato permesso di fare scalo in Grecia in quel periodo.

## Missione
L'obbiettivo del Servizio Nazionale per l'Informazione E.Y.P è la sicurezza nazionale. L'agenzia adempie a questa funzione in tre modi principali:
- Tramite la raccolta, l'elaborazione, la valutazione e la distribuzione delle informazioni. Queste possono essere a carattere politico, economico o militare.
- Tramite attività di controspionaggio, ovvero cercando di debellare l'attività di agenti segreti stranieri che possano nuocere alla patria.
- Garantendo la sicurezza delle telecomunicazioni su scala nazionale.

## Personale
L'attuale direttore generale dell'EYP è Ioannis Korandis, un diplomatico che ha preso il posto di Pavlos Apostolidis, ex segretario generale del ministero degli affari esteri fino al 3 marzo 1999.
L'EYP impiega le seguenti categorie di personale:
- Personale civile assunto stabilmente.
- Personale scientifico civile assunto sulla base di contratti privati.
- Un gran numero di ufficiali in servizio attivo nelle forze armate, nella marina militare e nell'aviazione militare (ma anche in quella civile). Molti degli ufficiali assoldati dall'EYP sono discendenti di profughi dell'Asia Minore, scelti per la loro abilità nel parlare il turco.

Tra gli agenti "segreti" greci, saliti alla ribalta delle cronache e quindi destituiti dal loro incarico sono:
- Nikos Grillakis, un generale addetto ai servizi di controspionaggio del KYP che fu in seguito consulente del primo ministro Costantino Mitsotakis e quindi al centro di uno scandalo di intercettazioni telefoniche.
- Sabbas Kalenteridis, un ufficiale la cui missione consisteva nel fare da scorta ad Abdullah Öcalan per impedirne la cattura da parte dei rivali turchi.